# Capazes
 (mars 2023).
Capazes est une association féministe portugaise créée en 2014 par les présentatrices de télévision Iva Domingues et Rita Ferro Rodrigues. Elle s'appelait à l'origine Maria Capaz. Dès son premier mois en ligne, le site de Maria Capaz atteint le million de vues.

## Histoire
Créée en décembre 2014, avec un nom inspiré d'une chanson du rappeur Capicua, Maria Capaz se décline comme un site web, ou plateforme, ouvertement féministe, luttant pour les droits des femmes.
Le lancement du site présente les témoignages de personnalités publiques et des articles de plus de 80 femmes, dont des photographes, des poètes, des historiens, des journalistes, des actrices, des peintres, des architectes, etc. Parmi ceux-ci figurent, par exemple, la journaliste Maria Elisa Domingues, les actrices Maria Rueff, Inês Castel-Branco, Jessica Athayde, la présentatrice Leonor Poeiras, la peintre Ana Vidigal, l'historienne Irene Pimentel, la députée Isabel Moreira et la chanteuse Blaya. Sa première interview se fait avec Catarina Furtado. Le site web a atteint plus d'un million de vues au cours du premier mois. À la fin 2015, la plateforme change de nom et devient Capazes.

## Actualités
Depuis fin 2015, sous le nom de Capazes, elle s'identifie comme une association féministe dont l'objectif est de promouvoir l'information et la sensibilisation de la société civile sur l'égalité, la défense des droits des femmes et leur autonomisation. Il s'agit également d'une entité qui promeut une occupation égale des femmes dans l'espace public.

## Distinctions
- 2015 — Prix arc-en-ciel[7]